# Magdalena (pastís)

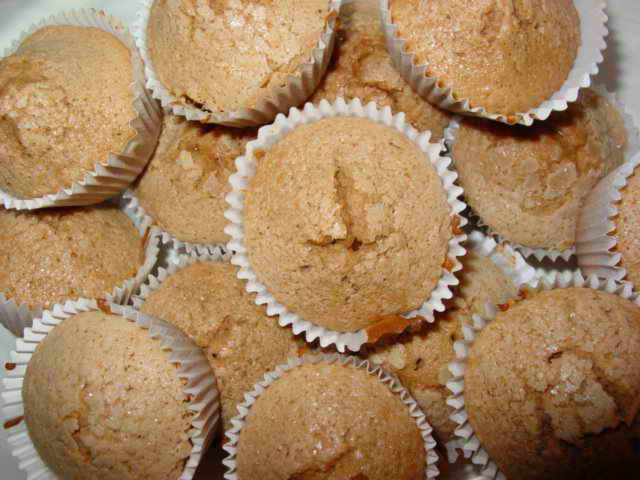
Magdalenes de pastisseria

Una magdalena és un pastís de bescuit molt esponjós i de vegades aromatitzat que no sol superar els 10 centímetres de diàmetre. Tenen la forma d'un panet rodó o bé forma allargada. Són un dolç típic per a berenar - menjar fora de casa - i se'n pot trobar, entre altres llocs, als forns i pastisseries de Catalunya, de l'Aragó, del País Valencià i de les Illes Balears, tot i que no és originari d'aquestes contrades.
Els seus ingredients principals són farina, ous, sucre, llevat (amb algunes variants). No s'ha de confondre amb el muffin, més típic dels països anglosaxons, que és un pastís similar tot i que s'elaboren amb mantega i no pas amb oli; a més, és més rodó i més esponjós.

## Història
Algunes fonts, entre elles el New Oxford American Dictionary, fan referència al fet que el nom de "magdalena" podria venir d'una pastissera del segle xix, Madeleine Paulmier, però altres fonts asseguren que Madeleine Paulmier fou una cuinera del segle xviii i que treballava per a Stanisław Leszczyński, el gendre del qual, Lluís XV de França, va posar-los aquest nom en honor seu. L'enciclopèdia Larousse Gastronomique ofereix dues versions diferents de la història de la magdalena.
En qualsevol cas, sembla que la magdalena és originària de la regió de Commercy, a la Lorena (França), i que originàriament seria allargada amb forma de petxina per la part inferior.
L'any 2006, les magdalenes van ser escollides per representar França en la iniciativa cultural austríaca Cafè Europa, que va incloure la presentació de la denominada «Sweet Europe» (La dolça Europa), on es fa mostra dels dolços més típics a les regions europees i membres de la Unió.